# مجمع حمدان الرياضي

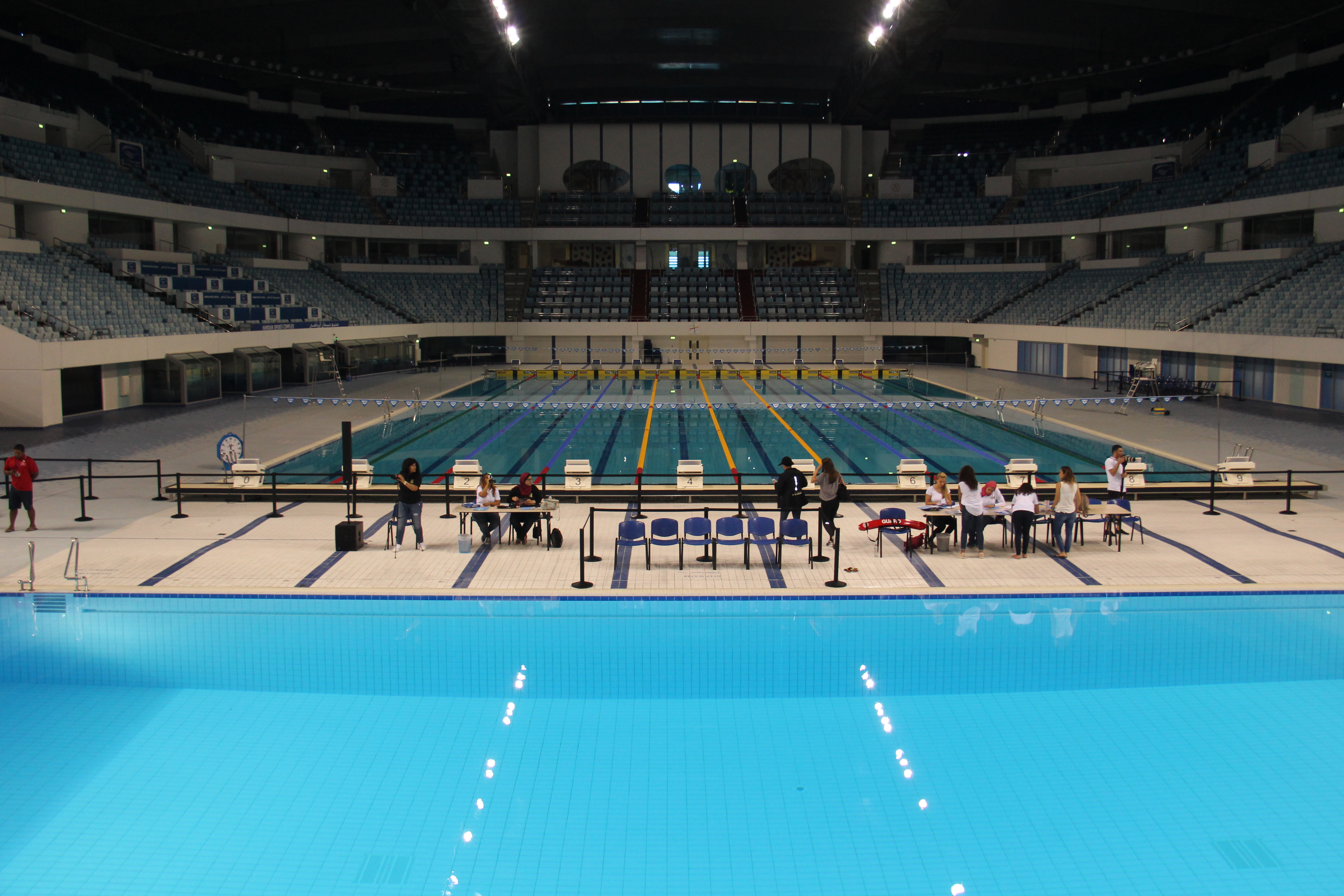
مجمع حمدان الرياضي

مجمع حمدان الرياضي هو حلبة رياضية متعددة الأغراض في دبي، الإمارات. اكتملت في صيف 2010. واستضافت بطولة العالم للسباحة FINA 2010 (25 م) والتي شاركت فيها 153 دولة. كما استضافت المباريات النهائية لبطولة العالم لكرة السلة تحت 17 سنة 2014 وبطولة العالم تحت 23 سنة للكرة الطائرة للرجال 2015. تبلغ سعتها الإجمالية 15000 متفرج، حيث تم تقسيم مقاعد المتفرجين إلي طبقتين سفلية تضم 5000 مقعد وعلوية تضم 10000 مقعد. وإلى جانب الأحداث المائية، مثل السباحة، فإنها تستضيف أيضًا كرة الريشة وكرة السلة والكاراتيه والسباحة والتنس والكرة الطائرة وكرة الماء. ويعتبر المجمع صديقاً للبيئة حيث يتم استعمال معدات حديثة تعمل بالطاقة الشمسية للإنارة الخارجية وتدفئة مياه المسابح. وتتمتع المسابح وبرك الغوص في المجمع بأعلى المواصفات العالمية بالإضافة لاستخدام التقنيات التكنولوجية المتطورة حيث يمكن التحكم بأبعاد أحواض السباحة طولاً وعمقاً، وإمكانية تغطية هذه المسابح من أجل استقبال الألعاب غير المائية.

## مباني ومرافق المجمع
يتكون مجمع حمدان الرياضي من مبنى رئيسي مكون من أربعة طوابق وتتسع صالته الرئيسة لخمسة عشر ألف متفرج ومكاتب العمليات والإدارة واللجان المنظمة وغرفة للمراقبة وغرفة لفحص عينات المنشطات ومبنى آخر للطاقة، ويحتوي المجمع على ثلاثة مسابح رئيسية وهي:
- مسبح رئيسي بطول 50 متراً لإقامة البطولات
- مسبح للتدريبات
- مسبح للغطس

كما يحتوي المجمع على مركز اعلامي مزود بأحدث الوسائل التكنولوجية الحديثة بمساحة 500 متراً مربعاً وغرفة لعقد المؤتمرات الصحفية بعد المنافسات، وغرفة طبية مزودة بكافة الاحتياجات.

## الأحداث البارزة
- بطولة آسيا للكرة الطائرة للرجال: 2013.[6]
- كأس العالم للسباحة فينا: 2016.[7]
- الأولمبياد الخاص الألعاب العالمية: 2019.[8]
- بطولة العالم للكاراتيه: 2021.[9]
- بطولة ام كي الدولية للمبارزة: 2021.[10]
- بطولة العالم للسباحة: 2010.[11][12]
- بطولة العالم للمبارزة للشباب والناشئين: 2022.[13]

## روابط خارجية
- الموقع الرسمي